# Live in Europe
Live in Europe ist ein Livealbum der US-amerikanischen Rockgruppe Creedence Clearwater Revival, das 1973 erschienen ist. Es entstand während der Europa-Tour der Gruppe im Jahr 1971, nach dem Ausscheiden von Tom Fogerty. Zusätzlich erschien auch noch auf dem deutschen Markt die LP Live in Germany.
Gegen die künstlerischen Bedenken von John Fogerty wegen der schlechten Tonqualität setzten sich die restlichen Bandmitglieder und die Plattenfirma durch und veröffentlichten dieses Album mit großem Erfolg.

## Titelliste
1. Born on the Bayou (John Fogerty) – 5:05
2. Green River/Susie Q (Fogerty/Eleanor Broadwater, Dale Hawkins, Stanley S. Lewis) – 4:31
3. It Came Out of the Sky (John Fogerty) – 3:11
4. Door to Door (Stu Cook) (John Fogerty) – 2:00
5. Travelin’ Band (John Fogerty) – 2:12
6. Fortunate Son (John Fogerty) – 2:25
7. Commotion (John Fogerty) – 2:34
8. Lodi (John Fogerty) – 3:15
9. Bad Moon Rising (John Fogerty) – 2:13
10. Proud Mary (John Fogerty) – 2:52
11. Up Around the Bend (John Fogerty) – 2:42
12. Hey Tonight (John Fogerty) – 2:30
13. Sweet Hitch-Hiker (John Fogerty) – 3:05
14. Keep on Chooglin’ (John Fogerty) – 12:47